# Die närrische Wette des Lord Aldini
Die närrische Wette des Lord Aldini ist ein deutscher, stummer Sensations- und Actionfilm aus dem Jahre 1923 mit Carlo Aldini, der hier nicht nur auch als Produzent in Erscheinung trat, sondern auch noch seinen ersten Auftritt in Deutschland absolvierte.

## Handlung
Lord Aldini gilt als durchtrainierter Sportsmann und Tausendsassa und ist daher auch nicht abgeneigt, in seinem Club eine besonders närrische Wette einzugehen. Er wettet, dass er sich derart verkleiden kann, dass er drei Monate lang von niemandem, der ihn kennt, dekuvriert wird. Die gleichfalls anwesende Lady Stringh hält dagegen und behauptet nicht nur, dass sie ihn selbstverständlich demaskieren und darüber hinaus auch noch heiraten werde. Aldini versucht nun fortan, seine Gegnerin mit allen Tricks eines sportlich durchtrainierten Mannes zu Wasser, auf dem Land und in der Luft auszutricksen. Er drückt einem Vagabunden seine Ausweispapiere und sein Geld in die Hand, sodass die Lady prompt den falschen Lord hinterher jagt. Der allen Nachstellungen entkommene Lord Aldini selbst versteckt sich schließlich auf einer luxuriösen Insel. Da der von ihm ausgestattete Vagabund sich derart „unadelig“ verhält, nimmt Lady Stringh an, dass es sich bei ihm um Aldini handeln müsse, der hier seine Maskerade zur Perfektion auslebt. 
Schließlich zwingt die Dame den falschen Lord, der durchaus eine gewisse Ähnlichkeit mit dem echten besitzt, sogar zur Heirat. Als der Irrtum auffliegt, spitzen sich die Dinge dramatisch zu, denn man hält nun den Vagabunden für den Mörder Lord Aldinis. Es kommt zum Prozess und gegen den armen Teufel wird die Todesstrafe ausgesprochen. Als Lord Aldini von den dramatischen Entwicklungen in der Zeitung liest, weiß er, dass er nun endlich aus seiner Deckung hervorkommen muss. Mit den ihm angemessenen Mitteln eines ebenso flinken wie todesmutigen Abenteurers taucht er plötzlich wieder aus der Versenkung auf und rettet im letzten Moment das Leben des unschuldigen Todeskandidaten. Ganz nebenbei hat er auch noch das Herz einer schönen Frau namens Naomi erobert.

## Produktionsnotizen
Die närrische Wette des Lord Aldini passierte die erste Filmzensur am 4. Oktober 1923 und wurde am 29. November desselben Jahres in Berlins Richard-Oswald-Lichtspielen uraufgeführt. Der mit Jugendverbot belegte Sechsakter besaß eine Länge von 1955 Metern. 
Heinrich C. Richter und Julian Ballenstedt entwarfen die Filmbauten.

## Kritiken
Im Kino-Journal heißt es: „In der Doppelrolle des wahren und falschen Lords verrichtet Aldini Wundertaten der Kühnheit und Geschicklichkeit. Ein in allen Teilen spannender Sensationsfilm.“

„… [ein] echtes Kinospiel [hat] die Aufgabe … durch Übersteigerung der Unwirklichkeit unseres Lebens seine Scheinhaftigkeit zu ironisieren und derart auf die wahre Wirklichkeit hinzudeuten.“

Das österreichische Blatt Freie Stimmen schrieb: „Ein Filmspiel, ausgefüllt durch Abenteuer zwischen Himmel, Wasser und Erde, fünf Akte unerhörter Sensationen, reich sowohl an heiteren als auch tragischen Szenen. (…) Wir haben es hier mit einem erstklassigen deutschen Erzeugnis aus der Gruppe der Sensationsfilme zu tun …“.
Die Wiener Morgenzeitung hingegen fand wenig erbauliches an diesem Streifen. Dort ist zu lesen: „Aldini ist ein  italienischer Akrobat, der in diesem Fache sehr nette Leistungen zu zeitigen vermag, warum er aber den Ehrgeiz entwickelt, absolut einen Lord darstellen zu wollen, ist nicht ganz erfindlich. (…) Das ist das schauspielerische Manko das der Athlet Aldini in diesem Film aufweist. Schuld daran mag auch das auf seinen wunderbar trainierten Leib geschriebene Sujet sein, das von ihm darstellerische Leistungen und nicht nur schön … gestellte Posen voraussetzt. Im Grund genommen bietet aber das Buch keine nennenswerten Qualitäten und ist eben nur eine Nachahmung amerikanischer Filme dieses Genres. Im Gegensatz zu diesen läßt es jeden freiwilligen Humor vermissen … Die Regie arbeitet ohne nennenswerte Leistungen. (…) Die übrige Darstellung läßt ebenfalls durchwegs sehr viel zu wünschen übrig.“